# The Ringtailed Rhinoceros
The Ringtailed Rhinoceros (The Ring Tailed Rhinoceros) è un film muto del 1915 diretto da George Terwilliger.

## Produzione
Il film fu prodotto dalla A Liberty Bell Feature (Lubin Manufacturing Company). Venne girato a Long Island, nel Belle Monde estate.

## Distribuzione
Distribuito dalla V-L-S-E, il film uscì nelle sale statunitensi il 16 agosto 1915.